# Атлантичний тип гірських порід
ТИП (СЕРІЯ, РЯД) ГІРСЬКИХ ПОРІД АТЛАНТИЧНИЙ — серія лужних магматичних гірських порід фойяіто-тералітового ряду; спочатку були відомі переважно в обл., прилеглих до Атлантичного океану, звідки і походить їх назва.
Деякі петрографи вказують на зв'язок цих порід з тектонічними структурами, що виникли в умовах розтягування і радіальних рухів у земній корі.